# 斯佩扎诺-阿尔巴内塞
斯佩扎诺-阿尔巴内塞（義大利語：Spezzano Albanese），是意大利科森扎省的一个市镇。总面积33.33平方公里，人口7260人，人口密度217.8人/平方公里（2009年）。ISTAT代码为078142。